# دوران (مینه‌سوتا)
دوران، مینه‌سوتا (به انگلیسی: Doran, Minnesota) یک شهر در ایالات متحده آمریکا است که در مینه‌سوتا واقع شده‌است.

## خصوصیات
دوران ۰٫۵۴ کیلومترمربع مساحت و ۵۵ نفر جمعیت دارد و ۲۹۷ متر بالاتر از سطح دریا واقع شده‌است.